# ウィリアム・ベッブ
ウィリアム・ベッブ（William Bebb、1802年9月8日 – 1873年10月23日）は、アメリカ合衆国オハイオ州のホイッグ党の政治家。第19代オハイオ州知事であり、オハイオ出身で選出され就任した3人目の人物。
ベッブはオハイオ州バトラー郡のウェールズ系移民の家に生まれる。エドワード・ベッブの子。親子は現在オハイオ州シャンドンとして知られるパディズ・ラン（Paddy's Run）の初期の住人であった。1826年にパディズ・ラン学校（the Paddy's Run school）が新しい州法の元に設立され、新しい建物が建てられ、ベッブは最初の教師として雇用された。1824年10月16日にサラ・シャックと結婚、後に少年を相手とする寄宿制の学校を開いた。授業をしながら、彼は弁護士になる勉強をする。1831年に弁護士を開業。
1840年大統領選挙のウィリアム・ハリソンと4年後のヘンリー・クレイの献身的な運動家となったベッブは1846年に州知事選挙でホイッグ党に指名された。ベッブは1846年12月に始まる1期を務めた。彼の任期は1848年12月に満期を迎えたが、後継者の就任の延期を必要としたいくつかの近づいた州全体の選挙のため、1849年1月まで延長された。
ベッブと妻は後にイリノイ州ロックフォードに移る。ベッブは1873年10月23日に死去。妻は1892年1月10日に死去した。